# Stift (Kirche)

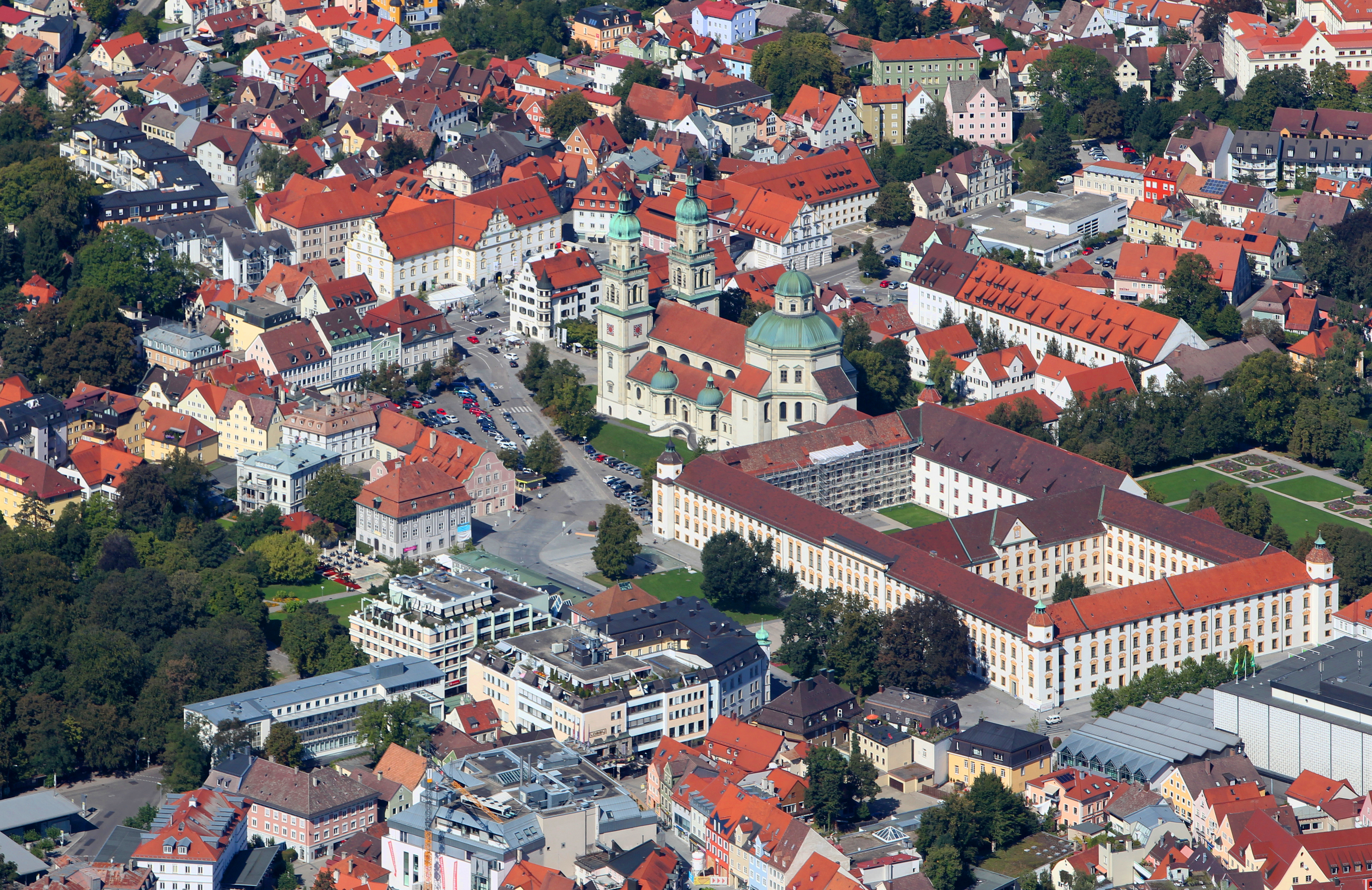
Das Zentrum des Fürststifts Kempten mit der Pfarr- und Stiftskirche St. Lorenz und der Fürstäbtlichen Residenz

Ein Stift (Neutrum; Plural: Stifte oder selten Stifter) ist jede mit Vermächtnissen und Rechten ausgestattete, zu kirchlichen Zwecken bestimmte und einer geistlichen Körperschaft übergebene (gestiftete) Anstalt mit allen dazugehörigen Personen, Gebäuden und Liegenschaften.

## Entstehung
Die Stifter dieser Einrichtungen waren in der Regel Könige, Herzöge oder begüterte Adelsfamilien. Ihre Motivation war zugleich religiös (Sicherung des eigenen Seelenheils) und politisch.
Die ältesten Anstalten dieser Art sind die Klöster, nach deren Vorbild sich später das kanonische Leben der Geistlichen an Kathedralen (Bischofskirchen) und Kollegiatstiftskirchen gestaltete. Monastischen Regeln ähnlich sind die Gebräuche der Augustiner-Chorherren und der Prämonstratenser. Anders als diese Regularkanoniker sind Säkularkanoniker und Kanoniker an Bischofskirchen nicht gänzlich Teil der Gemeinschaft, sondern können über privates Eigentum und Einkommen verfügen.

## Typen

### Klerikergemeinschaften und Frauenkommunitäten

#### Kollegiatkirchen / Kollegiatstifte
Im Gegensatz zu den mit den Kathedralkirchen verbundenen Erz- und Hochstiften mit je einem Erzbischof oder Bischof an der Spitze heißen die Kollegiatkirchen, denen kein Bischof vorstand, Kollegiatstifte. Die Mitglieder derselben wohnten meist in einem Gebäude zusammen und wurden von dem Ertrag eines Teils der Stiftsgüter sowie Zehnten unterhalten. Kollegiatstifte als nicht-monastische Gemeinschaften von Klerikern bestehen auch noch heute.

#### Domkapitel
Es bildeten sich die Domkapitel, deren Glieder, die Canonici, sich Kapitularen, Dom-, Chor- oder Stiftsherren nannten. Infolge des häufigen Eintritts Adliger entzogen sich dieselben schon im 11. Jahrhundert der Verpflichtung des Zusammenwohnens (Klausur), verzehrten ihre Präbenden einzeln in besonderen Amtswohnungen, bildeten jedoch fortwährend ein durch Rechte und Einkünfte ausgezeichnetes Kollegium, welches seit dem 13. Jahrhundert über die Aufnahme neuer Kapitularen zu entscheiden, bei Erledigung eines Bischofssitzes (Sedisvakanz) die provisorische Verwaltung der Diözese zu führen und den neuen Bischof aus seiner Mitte zu wählen hatte. Dom-Hochstifte bildeten im Heiligen Römischen Reich Reichsstände im Fürstenrang. Stiftsherren in einem Hochstift bildeten den dortigen Herrschaftskern. Bei diesen unmittelbaren Hoch- und Erzstiften mussten die Domherren ihre Stiftsfähigkeit durch 16 Ahnen beweisen; sie waren Versorgungsanstalten für die jüngeren Söhne des Adels (Stiftsadel) geworden. Während diese adligen Kapitularen sich den Genuss aller Rechte ihrer Kanonikate vorbehielten, wurden die geistlichen Funktionen den regulären Chorherren auferlegt, woher sich der Unterschied der weltlichen Chorherren (Canonici sæculares), welche die eigentlichen Kapitularen sind, von den regulierten Chorherren (Canonici regulares) schreibt.

#### Frauenstifte
Außer den Erz-, Hoch- und Kollegiatstiften gibt es auch noch weibliche Stifte, und zwar geistliche und weltliche. Erstere entstanden durch eine Vereinigung regulierter Chorfrauen und glichen den Klöstern; bei den freien weltlichen Stiftern (wie dem Stift Essen und dem Stift Börstel) dagegen legten die Kanonissen oder Kapitularinnen nur die Gelübde der Keuschheit bzw. der Ehelosigkeit und des Gehorsams gegen ihre Obern ab, können jedoch heiraten, wenn sie auf ihre Pfründe verzichten, und haben die Freiheit, die ihnen vom Stift zufließenden Einkünfte zu verzehren, wo sie wollen. Nur die Pröpstin oder je nach Stift die Äbtissin und Vorsteherin nebst einer geringen Zahl Kanonissen pflegen sich im Stiftsgebäude aufzuhalten. Auch die Pfründen dieser Stifte wusste der stiftsfähige Adel vielfach ausschließlich für seine Töchter zu erlangen, doch hängt häufig die Aufnahme auch von einer Einkaufssumme ab. Auch sind für die Töchter von verdienten Beamten Stiftsstellen geschaffen worden. Die Kanonissen dieser „freien weltadligen Damenstifte“ werden jetzt gewöhnlich Stiftsdamen genannt.

### Stifte im weiteren Sinne und Reichsunmittelbarkeit
In der Geschichtswissenschaft und in den Handbüchern ist es üblich, auch Mönchs- und Nonnenklöster als Stifte zu bezeichnen. Dies geschieht in bewusster Abgrenzung zum Begriffe Reichskloster/Reichsabtei, die vor allem auf das Mittelalter bezogen werden.
Innerhalb des Heiligen Römischen Reiches galten so verstandene Stifte dann als reichsunmittelbar, wenn sie ihre Steuern direkt dem römisch-deutschen König bzw. Kaiser entrichten mussten. Sie waren damit im Prinzip von einem Landesherrn unabhängig. Seltener war die Erhöhung eines Stiftes in einen Reich- oder Kreisstand. Die meisten Stifte waren somit gar nicht oder nur über Prälatenbänke im Reichstag vertreten.
Vor der durch den Reichsdeputationshauptschluss vom 25. Februar 1803 verfügten Säkularisation hatten als Reichsstifte noch die geistlichen Territorien (Erz- oder Hochstifte) Köln, Mainz, Trier, Salzburg, Augsburg, Bamberg, Basel, Brixen, Chur, Eichstätt, Freising, Hildesheim, Konstanz, Lübeck, Lüttich, Münster, Osnabrück, Paderborn, Passau, Regensburg, Speyer, Straßburg, Trient, Worms, Würzburg sowie einige Fürstpropsteien (u. a. Berchtesgaden, Ellwangen) und gefürstete Abteien (etwa Corvey, Fulda, Kempten (Allgäu)) Landeshoheit und Stimmrecht auf dem Reichstag und waren den Fürstentümern gleich geachtet. In anderen Ländern waren die Stifte niemals zu so großer Macht gelangt.

## Stifte während der Reformation und Säkularisation

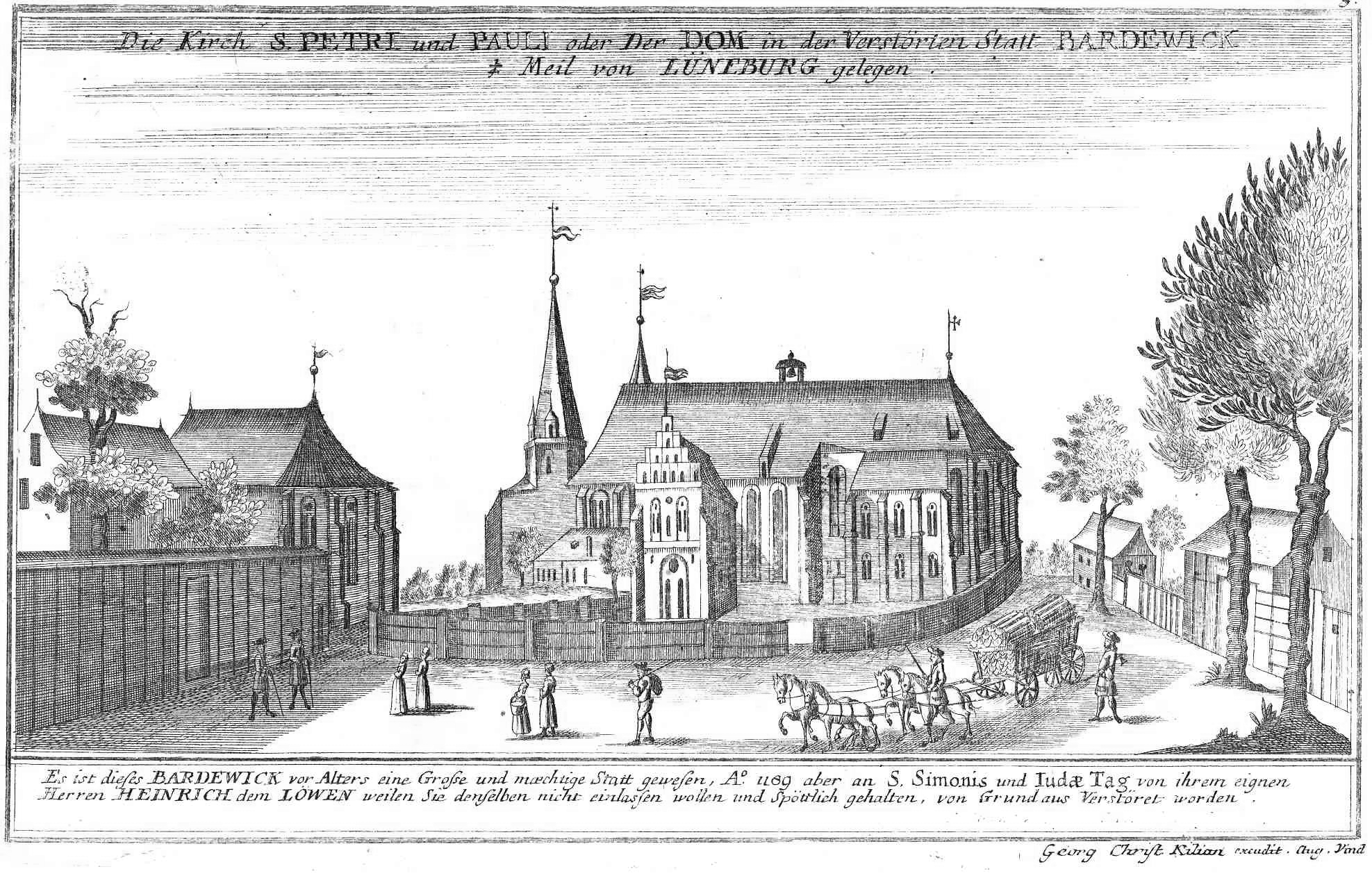
Reformiertes Domstift St. Peter und Paul zu Bardowick 1720

Auch in den bei der Reformation protestantisch gewordenen Ländern blieben meist die Stifte und die Domkapitel, jedoch ohne einen Bischof und ohne Landeshoheit, und ihre Einkünfte wurden als Sinekuren vergeben. Ausnahmen bildeten nur das ganz protestantische Hochstift Lübeck und das aus gemischten Kapitularen bestehende Kapitel zu Osnabrück. Jetzt sind alle Stifter mittelbar, d. h. der Hoheit des betreffenden Landesherrn unterworfen.
Die säkularisierten und protestantisch gewordenen Stifte behielten häufig ihre eigene Verfassung und Verwaltung; meist wurden aber ihre Präbenden in Pensionen verwandelt, welche zuweilen mit gelehrten Stellen verbunden waren. Im ehemaligen Preußen sind das evangelische Domkapitel zu Brandenburg an der Havel sowie die Vereinigten Domstifter, die 1930 als Stiftung öffentlichen Rechts aus den Domstiften zu Merseburg und Naumburg sowie dem Kollegiatstift in Zeitz gebildet wurden, bemerkenswert.
In Österreich werden heute manche Klöster noch „Stift“ genannt. Auch tragen zahlreiche soziale oder Bildungseinrichtungen in der Trägerschaft einer Stiftung, oft mit kirchlichem Hintergrund, den Namen „Stift“.